# Canon EOS 2000D
Canon EOS 2000D (название в Северной Америке — Canon EOS Rebel T7, в Японии — Canon EOS Kiss X90) — цифровой однообъективный зеркальный фотоаппарат начального уровня семейства EOS компании Canon, выпущенный на смену EOS 1300D. Камера была представлена 25 февраля 2018 года по рекомендуемой розничной ценой 549,99 US$ с объективом Canon EF-S 18-55 мм и 429,99 US$ без объектива. Фотоаппарат имеет матрицу с кроп-фактором 1,6.

## Описание
Canon EOS 2000D зеркальная камера начального уровня c 24,1-мегапиксельной CMOS-матрицей формата APS-C. Чтоб снизить цену, Canon использовала устаревший процессор DIGIC 4+, в то время как в новых моделях (например EOS M50) применяется DIGIC 8. Диапазон чувствительности ISO 100–6400 с возможностью расширения до 12800. Камера предлагает множество сюжетных режимов, включая интеллектуальный сценарный режим, а также множество творческих фильтров. Возможна видеосъемка в разрешении Full HD с частотой кадров 30p или 24p. Для обмена фотографиями по беспроводной сети имеются поддержки Wi-Fi и NFC.

### Экран и видоискатель
Оптический видоискатель обеспечивает 95% покрытия кадра. Встроенный (не поворотный) 3-дюймовый ЖК-дисплей имеет разрешение 920 000 точек. Также, для сохранения низкой цены, в Canon на стали делать экран сенсорным.

### Производительность
Камера оснащена относительно устаревшей 9-точечной системой автофокусировки с датчиком крестового типа в центре. В связи с этим, если объект съемки выходит за эти точки, расположенные вокруг центра, фркусировка занимает значительное время. Кроме того, из-за того что камера не использует технологию Dual Pixel CMOS AF, фокусировка в режиме Live View довольно медленная. Также, имея серийную съемку со скоростью всего 3 кадра в секунду, камера является не лучшим выбором для съемки спортивных сцен. Работы аккумулятора хватает на 500 снимков.

### Качество изображения и видео
Камера не обладает наилучшими характеристиками, тем не менее выдает вполне достойные снимки, особенно при хороших условиях освещения.

#### Примеры фотографий

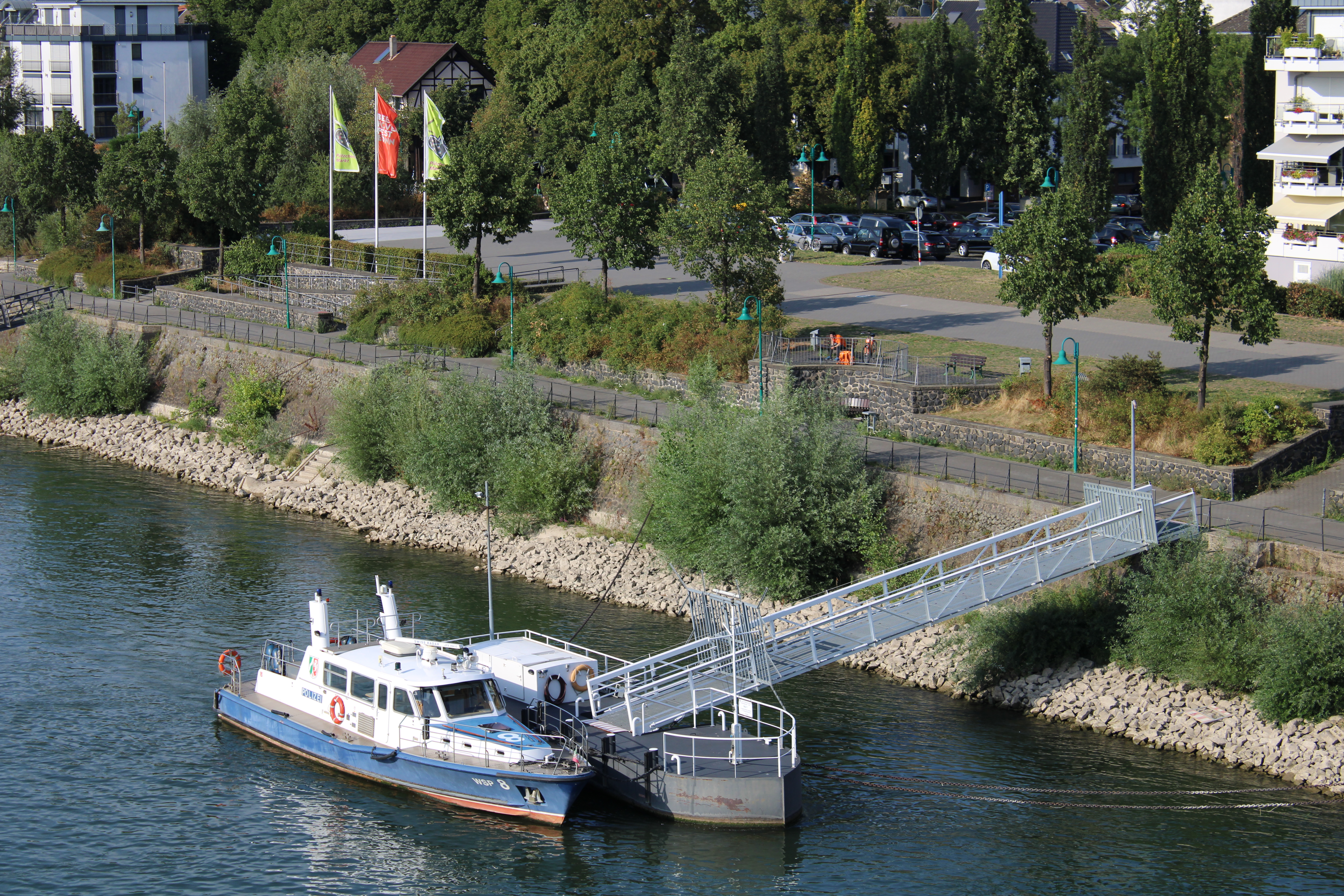
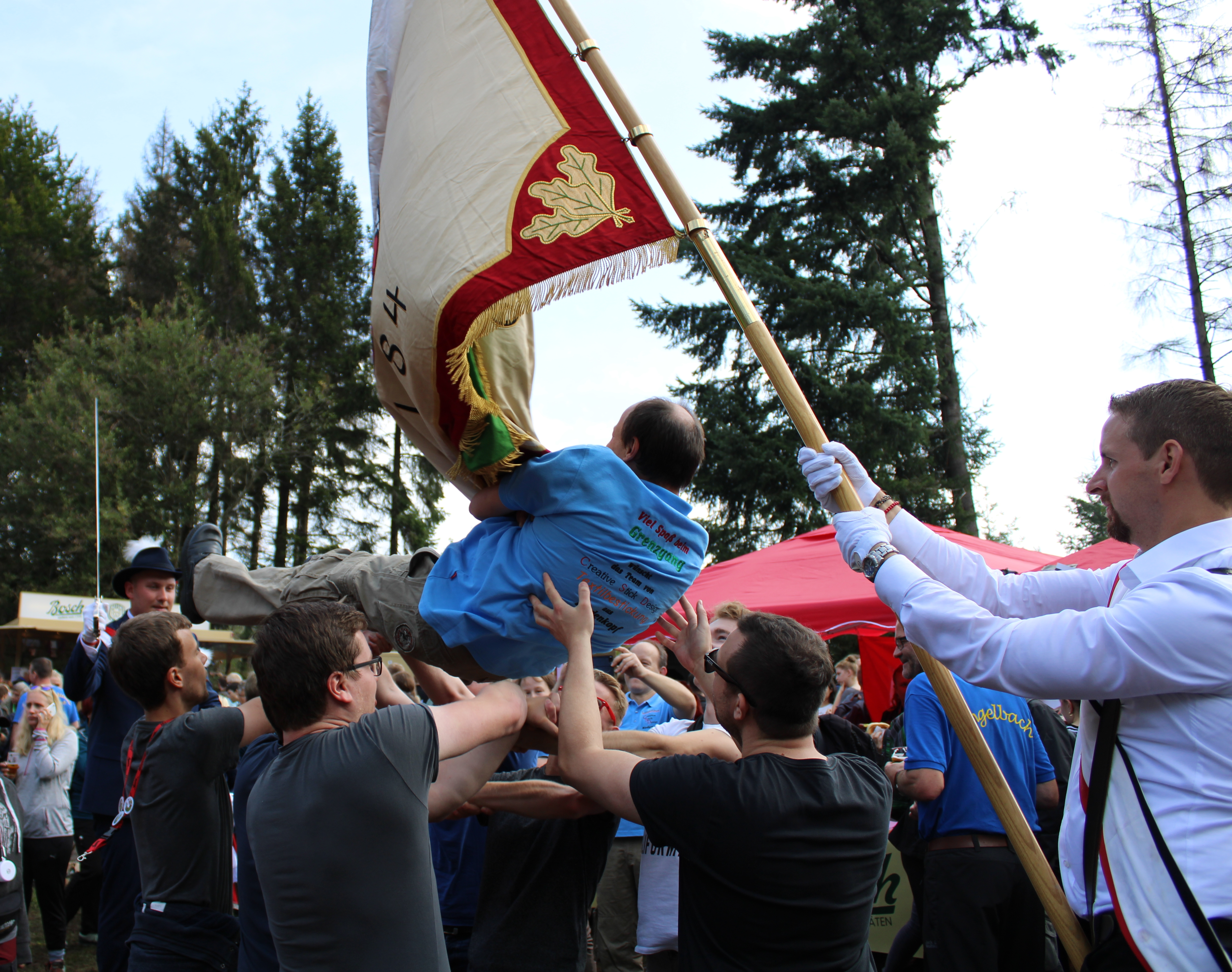
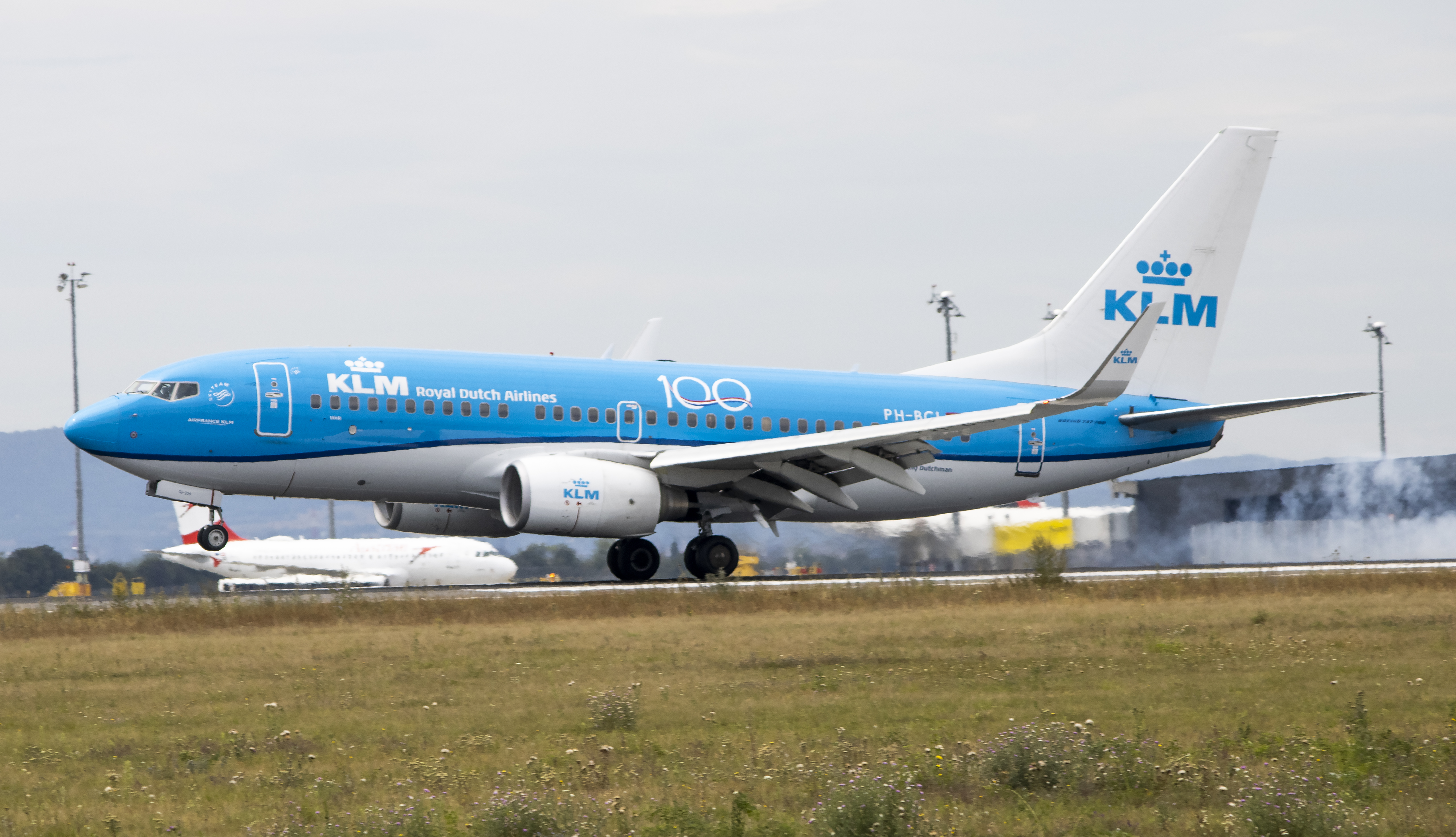
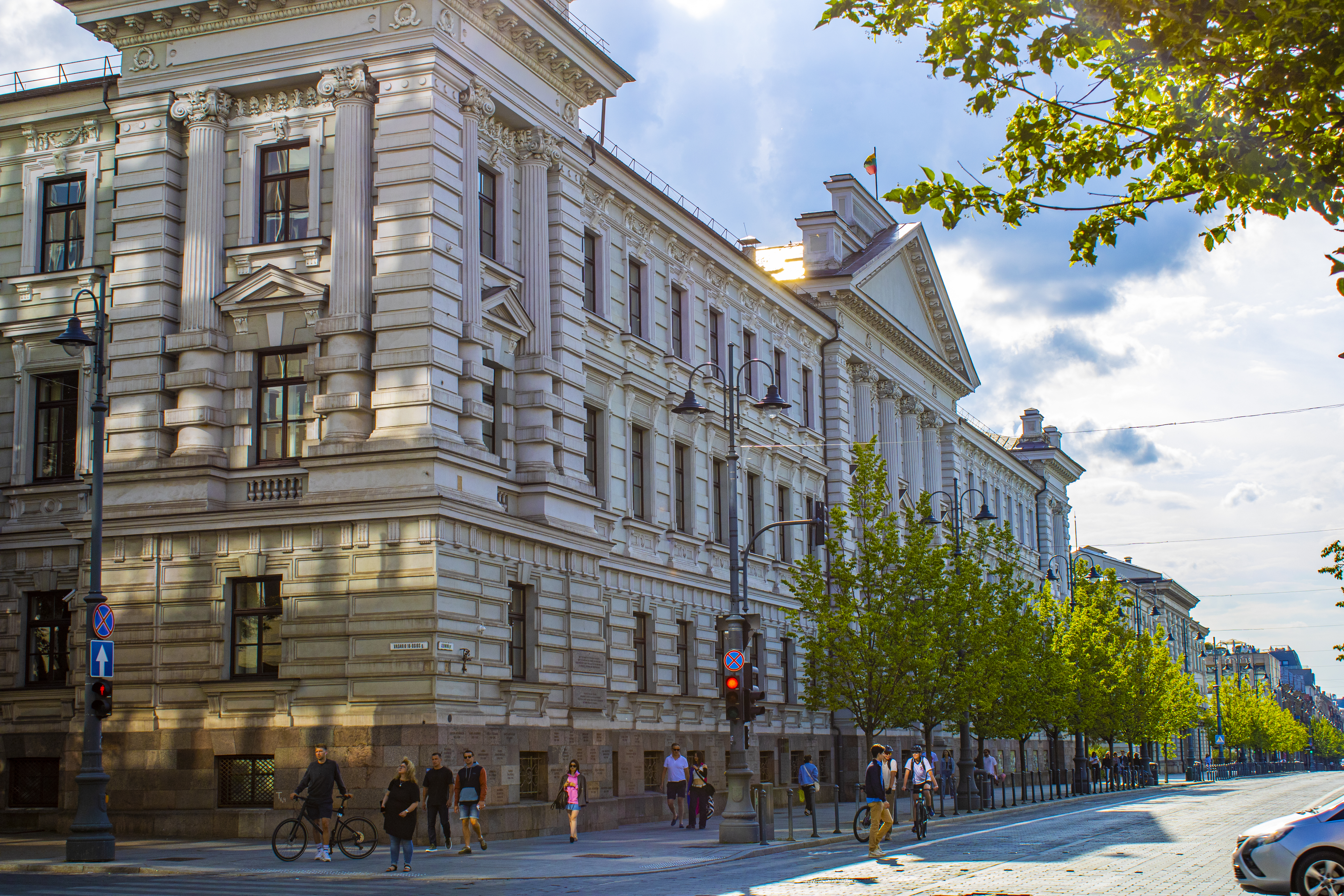
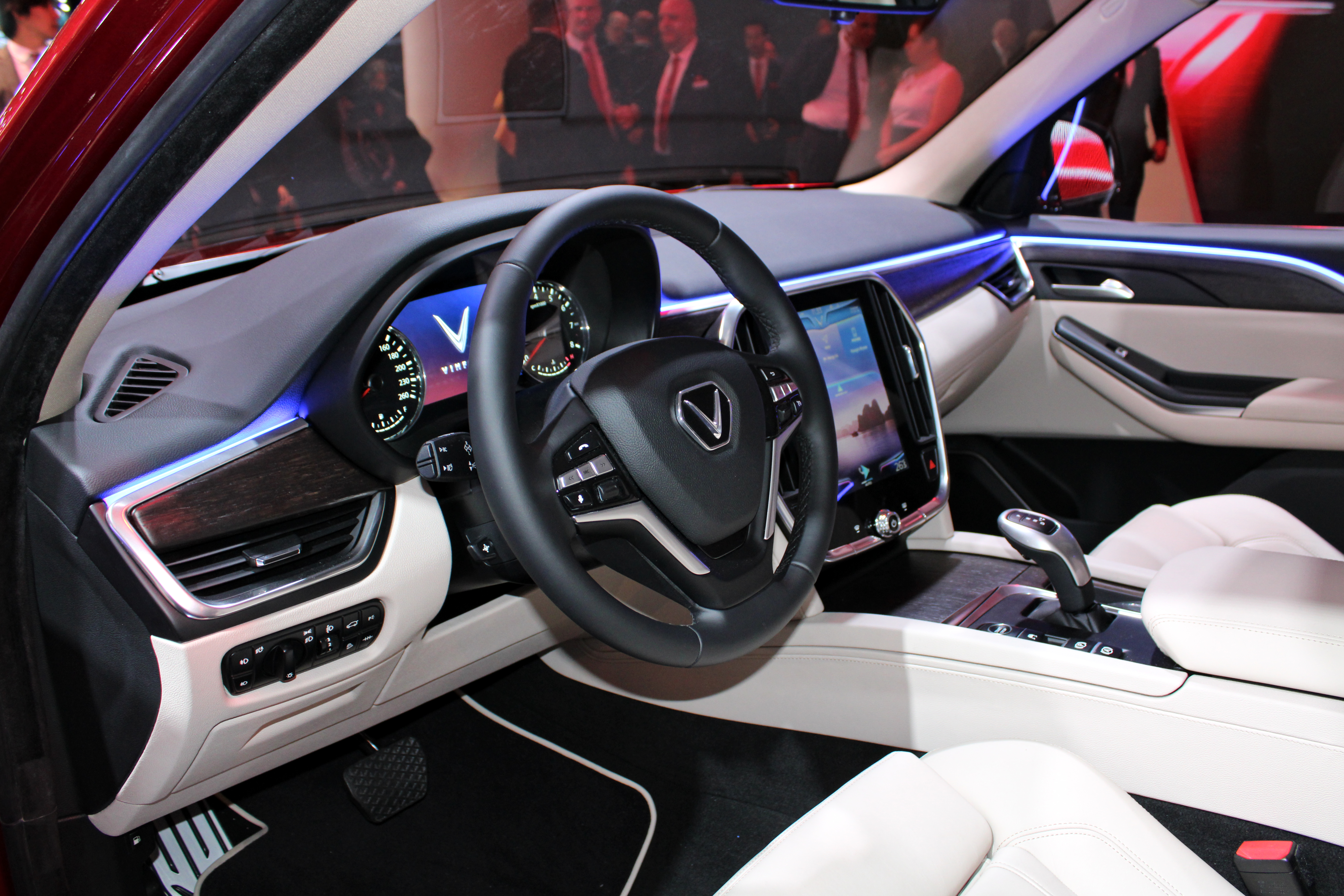

### Отличия от 1300D
Камера 2000D отличается от своего предшественника 1300D обновленным датчиком изображения на 24,1 МП (вместо 18 МП), в остальном она имеет те же внутренние и аппаратные характеристики. Также камера получила поддержку Wi-Fi и NFC.

### Комплектация
Камера предлагается в трёх основных вариантах комплектации:
- без объектива (с наглазником и крышкой корпуса камеры);
- с объективом со стабилизацией изображения Canon EF-S 18-55mm f/3.5-5.6 IS II;
- с объективом без стабилизацией изображения Canon EF-S 18-55mm f/3.5-5.6 III.

Также в комплект поставки входят: аккумулятор LP-E10, зарядное устройство LC-E10E (с кабелем питания) и ремень EW-400D.

## Характеристики
Ключевые характеристики:
- Сенсор 24,1 (22.3 х 14.9 мм) APS-C[1];
- Оптический видоискатель с 9-точечной автофокусировкой (перекрестного типа от f/5.6 в центре);
- Запись видео в формате Full HD[1]. Формат видеофайлов MOV (видео: H.264 с межкадровым сжатием (IPB), звук: Linear PCM, уровень записи может быть вручную настроен пользователем);
- ЖК-экран (TFT) диагональю 7,5 см (3,0"), прибл. 920 тыс. пикселей[1];
- Передача данных с помощью Wi-Fi и NFC[1] (Подключение по NFC доступно только для совместимых устройств Canon или Android);
- Продолжительность работы от аккумулятора 500 снимков;
- Выдержка 30-1/4000 с (с шагом 1/2 или 1/3), ручная длительная выдержка (Полный диапазон выдержек. Доступный диапазон зависит от режима съемки).

### Сравнение с Canon EOS 4000D
Canon EOS 2000D была представлена одновременно с моделью Canon EOS 4000D, обе камеры начального уровня со схожими техническими характеристиками, но 2000D имеет большее разрешение, больше ЖК-экран и поддержку NFC.
|                                                            | EOS 4000D                            | EOS 2000D                            |
| ---------------------------------------------------------- | ------------------------------------ | ------------------------------------ |
| фото                                                       |                                      |                                      |
| Число эффективных пикселей (прибл. МП)                     | 18                                   | 24,1                                 |
| Оптический видоискатель                                    | Да (фиксированное значение диоптрий) | Да                                   |
| Точки фокусировки                                          | 9                                    | 9                                    |
| Серийная съемка                                            | 3 кадра/сек.                         | 3 кадра/сек.                         |
| Встроенная вспышка                                         | Да                                   | Да (автоматическое срабатывание)     |
| Интеллектуальный сценарный режим / руководство по функциям | Да                                   | Да                                   |
| Творческие фильтры                                         | Да                                   | Да                                   |
| Видео                                                      | Full HD                              | Full HD                              |
| Приложение Photo Companion                                 | Да                                   | Да                                   |
| Приложение Camera Connect                                  | Да                                   | Да                                   |
| Возможности подключения                                    | Wi-Fi                                | Wi-Fi и NFC                          |
| Дистанционное управление                                   | Только через мобильное устройство    | RS-60 или через мобильное устройство |

## Встроенное программное обеспечение
Компанией Canon выпущено несколько обновлений встроенного программного обеспечения, актуальная версия которого 1.2.1.
| Версии микропрограммы Canon EOS 2000D | Версии микропрограммы Canon EOS 2000D | Версии микропрограммы Canon EOS 2000D                                                              |
| Версия                                | Дата                                  | Улучшения и исправления                                                                            |
| ------------------------------------- | ------------------------------------- | -------------------------------------------------------------------------------------------------- |
| 1.2.1                                 | 2.02.2024                             | Повышает стабильность работы при непрерывном коммерческом использовании камеры.                    |
| 1.2.0                                 | 28.04.2023                            | Повышена безопасность передачи созданных изображений в сервис image.canon.                         |
| 1.1.0                                 | 6.10.2020                             | Добавлена поддержка подключения NFC к смартфонам на базе ОС Android 10.                            |
| 1.0.1                                 | 29.01.2020                            | Устранена уязвимость соединения PTP. Устранена уязвимость, связанная с обновлением встроенного ПО. |

## Критика
Разъём «горячий башмак», для подключения внешних вспышек, не имеет центрального синхроконтакта, поэтому камера не работает с неоригинальными аксессуарами. С сентября 2020 года Canon стала выпускать камеры оснащенные разъемом X-contact.

### Отзывы

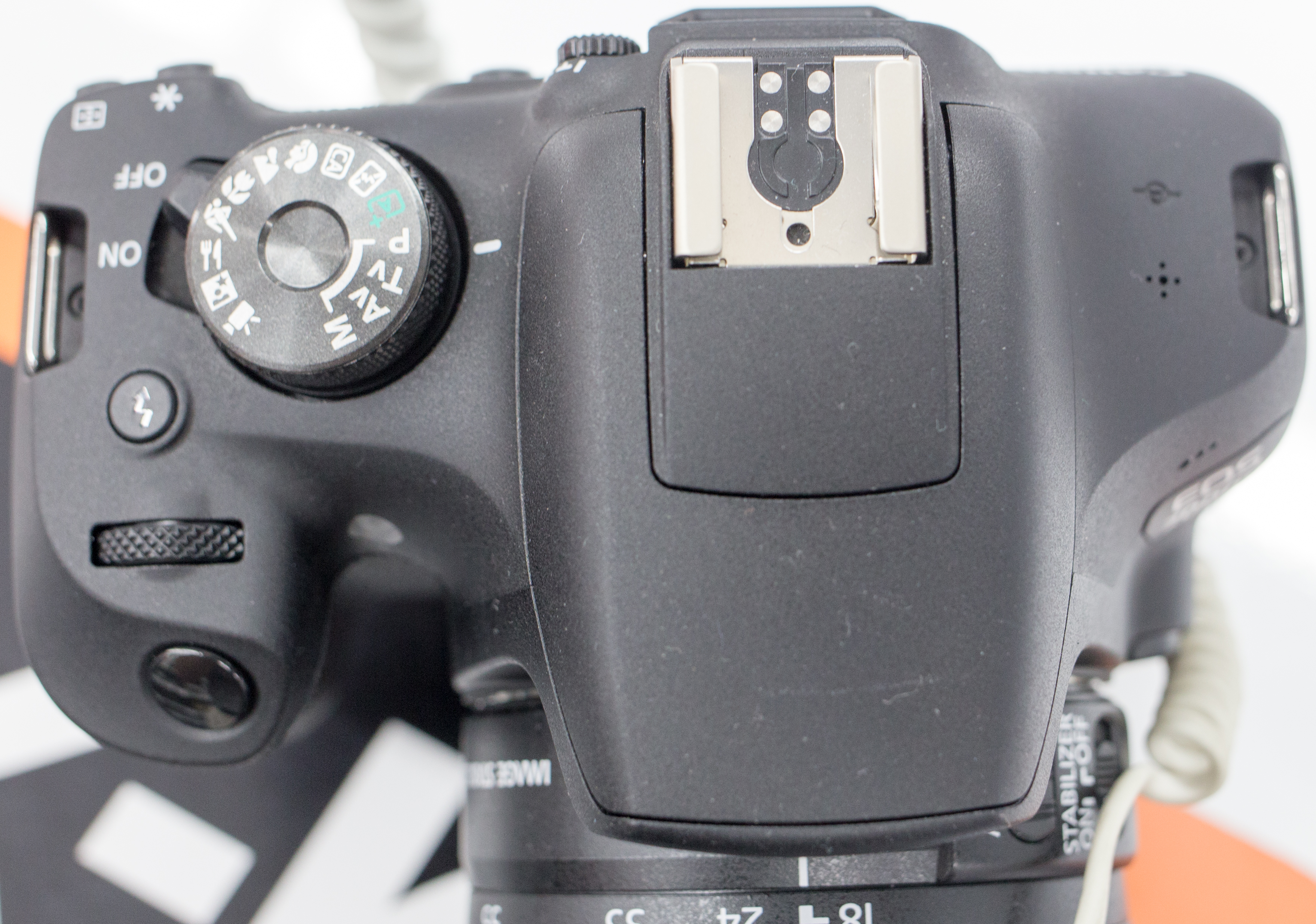
первоначальная модель без центрального синхроконтакта

Британское издание Trusted Reviews поставило камере оценку 3,5 балла. В своем обзоре, из плюсов были отмечены простота в использовании, высокое разрешение сенсора и встроенный Wi-Fi, а из минусов, не откидной и не сенсорный ЖК-экран, отсутствие поддержки 4K-видео и охват видоискателя только 95 %.
Издание DPReview, в своем обзоре лучших фотокамер для начинающих, отметило хорошее качество фотографий, простоту управления и наличие удобного обмена по Wi-Fi и NFC. При этом критике подвергся устаревший процессор, ограничивающий возможности 24 МП матрицы,  устаревшая 9-точечная система автофокусировки и отсутствие сенсорного экрана.
Издание PetaPixel, выбрало Canon EOS 2000D как одну из лучших (наравне с Nikon D7500 и Pentax KF) зеркальных фотокамер для начинающий в 2025 году.

## Галерея

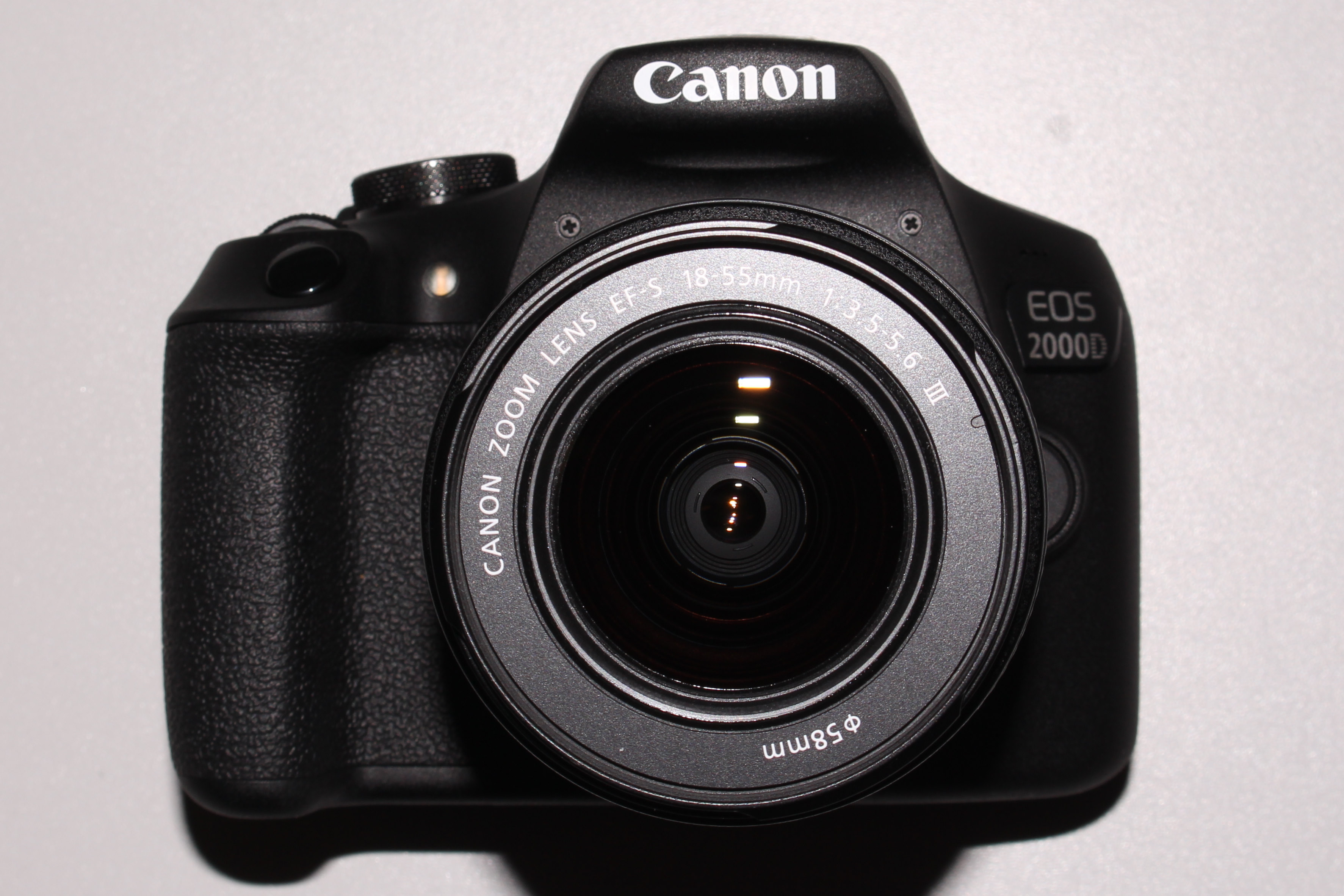
вид спереди с объективом
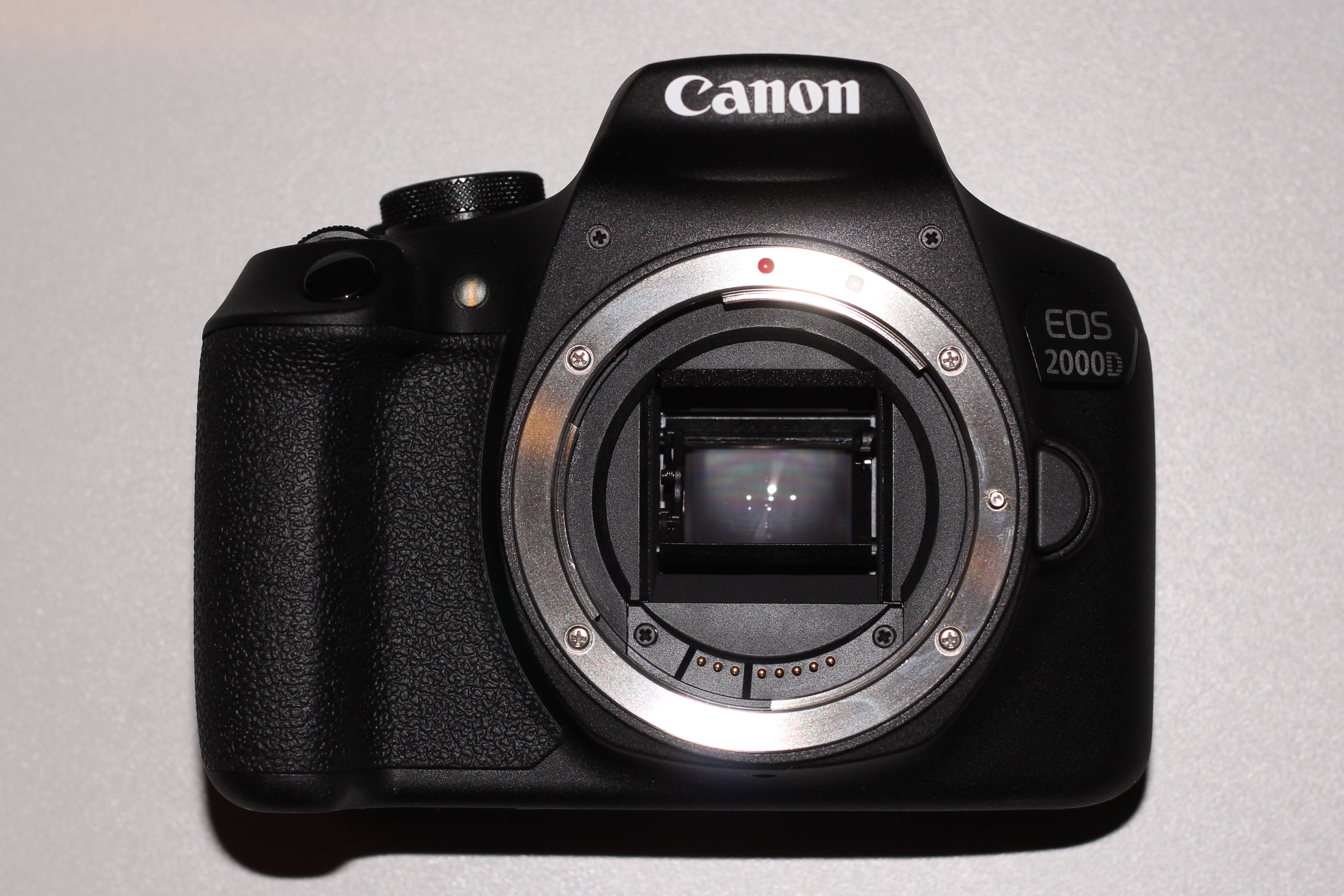
вид спереди без объектива
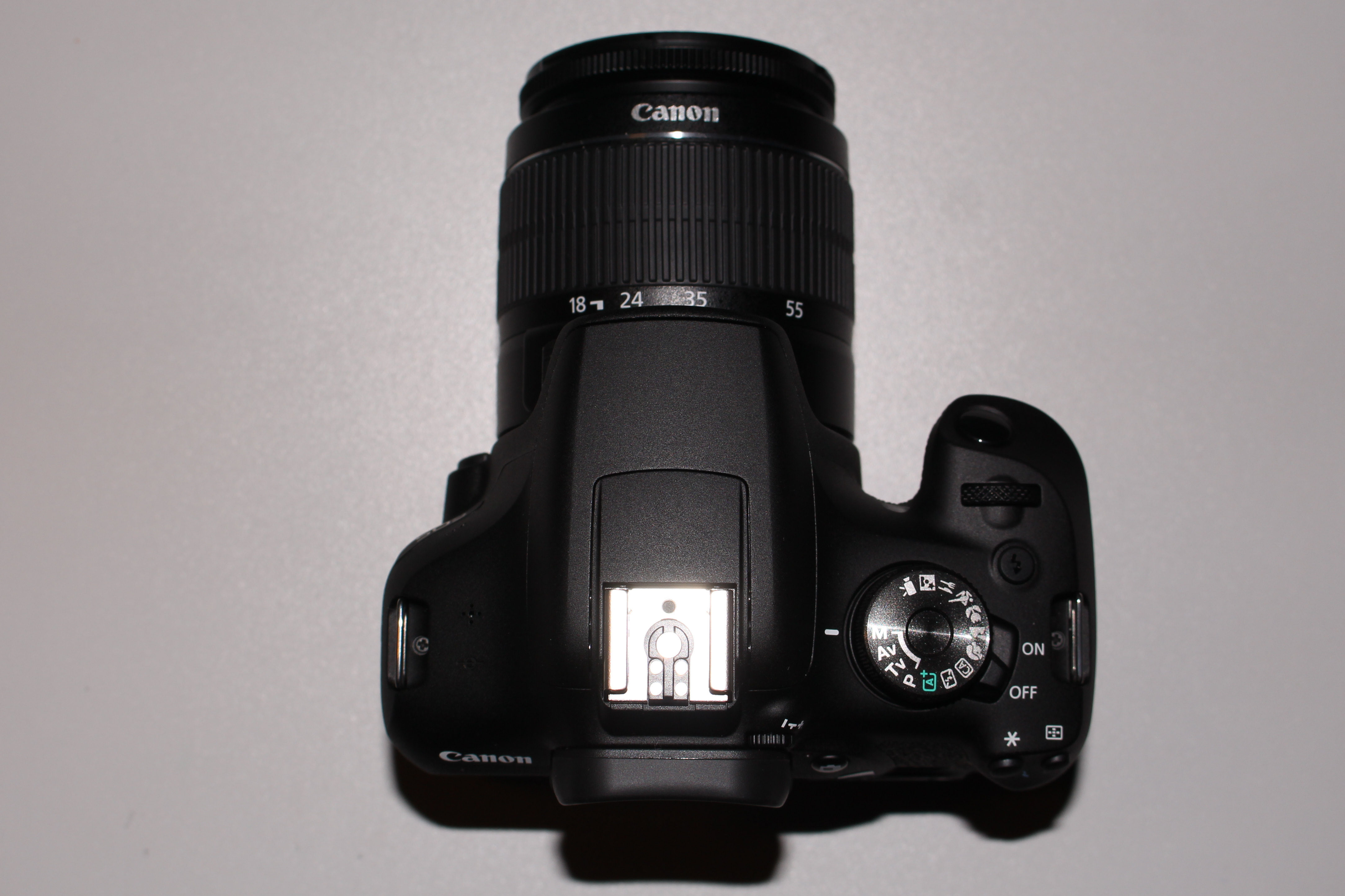
вид сверху
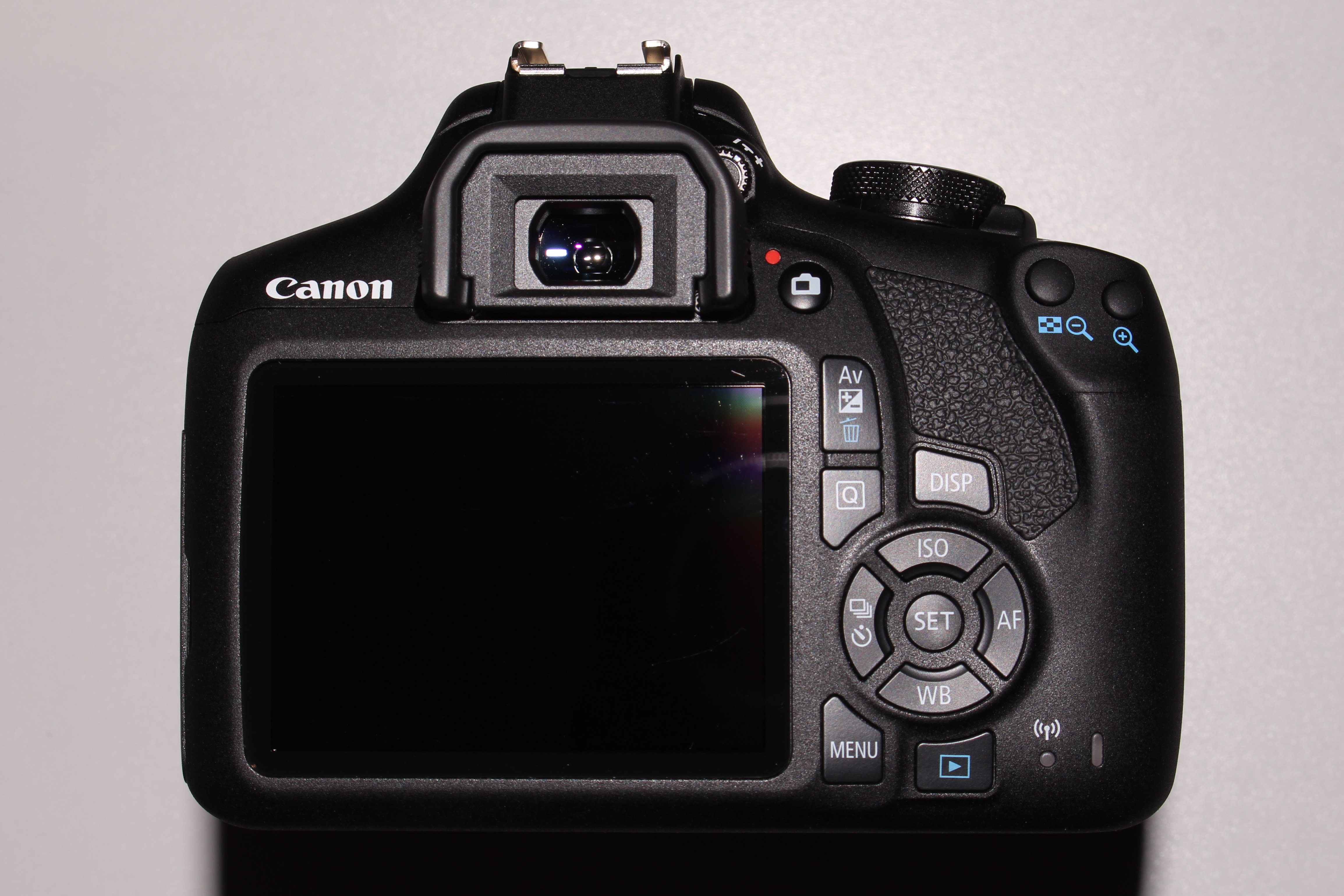
вид сзади

## Конкуренты
Наиболее близкими конкурентами Canon EOS 2000D являются:
- Nikon D3400 также подходит в качестве первой зеркальной камеры. Имеет 24,2-мегапиксельный сенсор APS-C, режим подсказок, скорость съемки 5 кадров в секунду, подключения по Bluetooth, а также лучшее в своем классе время автономной работы — 1200 снимков. Кроме того, он значительно дешевле 2000D[4].
- Panasonic Lumix GX80[13] компактная камера с более продвинутыми характеристиками. Так она имеет сенсорный поворотный ЖК-экран, фото и видео в 4K, съемку со скоростью 8 кадров в секунду, электронный видоискатель и 16-мегапиксельный датчик Micro Four Thirds[4].